# Al-Muszannaf
Al-Muszannaf (arab. المشنف) – miasto w Syrii, w muhafazie As-Suwajda. W 2004 roku liczyło 2581 mieszkańców.